# Port lotniczy Miquelon
Port lotniczy Miquelon – port lotniczy zlokalizowany w gminie Miquelon-Langlade (Saint-Pierre i Miquelon)

## Linie lotnicze i połączenia
| Linia Lotnicza   | Kierunek        |
| ---------------- | --------------- |
| Air Saint-Pierre | 1. Saint-Pierre |